# BLOOD MUSIC
『BLOOD MUSIC』（ブラッド ミュージック）は、T-SQUAREの32枚目のアルバム。 
2006年4月19日にリリースされた。 

## 解説
スクェア32枚目のオリジナルアルバム。
今作は、ポップ志向のT-SQUAREがハードロックサウンドに挑戦している。
リーダーの安藤まさひろは、ドラマー坂東慧の8ビートに特徴があると指摘されたことを、ロックをテーマにしたきっかけと語っている。
T-SQUAREのアルバムで初めて、当時発売前のEWI4000sが使用された。
6曲目「Reminisence」のコーラスは坂東慧と田中晋吾による。

## 収録曲
1. Prince Vlad - 安藤まさひろ、河野啓三作曲
2. Don’t Play Hard To Get - 安藤まさひろ作曲
3. Revenge - 安藤まさひろ作曲
4. Istanbul - 安藤まさひろ作曲
5. Another Story - 安藤まさひろ作曲
6. Reminisence - 坂東慧作曲
7. Slick Stick - 安藤まさひろ作曲
8. Cirrus - 坂東慧作曲
9. And Forever - 安藤まさひろ、河野啓三作曲
10. Sayonara - 坂東慧作曲

## ミュージシャン
- T-SQUARE
  - 安藤まさひろ -  Acoustic and Electric Guitars
  - 伊東たけし - Saxophone and EWI
  - 河野啓三 - Keyboards, Acoustic Piano, Organ and Synthesizer
  - 坂東慧 - Drums

- Guest Musicians
  - 田中晋吾 - Bass
  - マイケル河合 - Percussion
  - 弦一徹ストリングス - Strings, String Arrangement(Track-9)